# تپه اطراف شهر سوخته ۱۶۱
تپه اطراف شهر سوخته شماره ۱۶۱ مربوط به هزاره سوم قبل از میلاد است و در شهرستان زابل، بخش شیب آب، دهستان لوتک، روستای حومه شهر سوخته، ۱۳/۲۵ کیلومتری شمال شرق پایگاه باستان‌شناسی شهر سوخته واقع شده و این اثر در تاریخ ۲۳ بهمن ۱۳۸۵ با شمارهٔ ثبت ۱۷۳۲۶ به‌عنوان یکی از آثار ملی ایران به ثبت رسیده است.